# 石川滋
石川 滋（いしかわ しげる、1918年（大正7年）4月7日 - 2014年（平成26年）1月4日）は、日本の経済学者。位階は従四位。
専門は、開発経済学、中国経済研究。1998年（平成10年）より日本学士院会員。一橋大学名誉教授、青山学院大学名誉教授、ロンドン大学東洋アフリカ研究学院（en:School of Oriental and African Studies）名誉客員教授（Honorary Fellow）、ハーバード・イェンチン研究所Visiting Scholar等を歴任。
生前、ノーベル経済学賞受賞者の、アマルティア・センとは、古くから深い親交があり、友人関係にあった。

## 略歴
山口県出身。1941年（昭和16年）東京商科大学（現一橋大学）卒業。1967年（昭和42年）経済学博士。高橋泰蔵ゼミナール出身。
華北交通株式会社、時事通信社を経て、1956年（昭和31年）一橋大学経済研究所助教授、1963年（昭和38年）一橋大学経済学部教授、1972年（昭和47年) - 1974年（昭和49年）同大経済研究所所長、1982年（昭和57年）同大名誉教授。1982年（昭和57年）青山学院大学国際政治経済学部教授、1994年（平成6年）同大名誉教授。1994年（平成6年）城西大学経済学部客員教授。同年勲三等旭日中綬章受章。
1960年及び1967年日経・経済図書文化賞、1997年ベトナム国友誼勲章。
2014年1月4日、急性心筋梗塞のため死去。享年95。歿日付で従四位。
TBSテレビの元プロデューサー・石川滋と、コントラバス奏者の石川滋は同姓同名の別人である。
指導学生に長尾眞文（広島大学名誉教授）、足立文彦（金城学院大学名誉教授、元日本中小企業学会副会長）など。

## 著書・編書・訳書
- 『経済学と世界秩序―世界秩序モデルの構想』（ジャグディーシュ・バグワティー編、石川滋編訳）1978年、岩波書店。
- 『経済成長と経済計画』（モーリス・ドッブ編、宮本義男訳氏との共著）1980年 岩波書店。
- 『1980年代の中国経済』1980年、日本国際問題研究所。
- 『中国の経済革命』（アレクサンダー・エクスタイン編、石川滋編訳）1980年、東京大学出版会。
- 『アメリカ・中国・日本―21世紀を担う国際経済の主役』（武山泰雄、細谷千博、小島麗逸氏との共著）1988年、如水会出版部。
- 『開発経済学の基本問題』1990年、岩波書店。
- 『開発協力政策の理論的研究』1996年、アジア経済研究所。
- 『ヴィエトナムの市場経済化』（原洋之助氏との共著）1999年、東洋経済新報社。
- 『国際開発政策研究』2006年、東洋経済新報社。